# Мингос, Теодорос
Теодорос Мингос (греч. Θεόδωρος Μίγγος; 6 февраля 1998 года, Греция) — греческий футболист, играющий на позиции полузащитника. Ныне выступает за греческий клуб «Теспротос».

## Карьера
Мингос является воспитанником «Панатинаикоса». Тренироваться с главной командой начал в сезоне 2016/2017. 30 октября 2016 года дебютировал в греческом чемпионате в поединке против «Ираклиса», выйдя на замену на 84-й минуте вместо Робина Лода.
Игрок юношеских и молодёжных сборных Греции различных возрастов. Принимал участие в чемпионате Европы 2015 года среди юношей до 17 лет.